# 2008 AU138
2008 AU138 est un objet transneptunien. 

## Caractéristiques
2008 AU138 mesure environ 203 km de diamètre.